# Quasares Game Studio
Quasares Game Studio é uma desenvolvedora brasileira, situada em Ribeirão Preto, São Paulo e tem como jogo de maior alcance e relevância Pedro of Brazil. Em 2023 o estúdio esteve presente no Brasil Game Show aonde apresentou pela primeira vez seu jogo Pedro of Brazil e seu simulador de podcast Talkcast Tycoon.
A Quasares Game Studio foi fundada em 2019 por um desenvolvedor e designer autodidata brasileiro, Christopher Adrian. Ele abriu o estúdio de jogos dentro de sua empresa de tecnologia Quasares, tendo sua sede na cidade de Ribeirão Preto no interior de São Paulo.
No início, a Quasares Game Studio trabalhava com advergames para empresas e políticos. Em 2023, foi iniciado o desenvolvimento do seu primeiro jogo autoral para computadores e consoles, o Pedro of Brazil. O jogo foi um grande destaque na Brasil Game Show de 2023, aonde o estúdio esteve presente com seus projetos.
No final de 2023 e início de 2024, diversos veículos de mídia começaram a noticiar o Pedro of Brazil, destacando seus gráficos e respeito histórico. Com o lançamento de um novo trailer da versão Pré-Alpha do jogo, com a presença da parceria com a banda de heavy metal brasileira Armahda.
Em 2024, a Quasares Game Studio anunciou o desenvolvimento paralelo de um projeto de jogo simulador de podcast chamado Talkcast Tycoon. 

## Lista de Jogos

### Pedro of Brazil
Jogo histórico que se passa no Império do Brasil desde antes de 1822 até o golpe militar de 1889. Sendo possível controlar diversas figuras históricas como Maria Quitéria, André Rebouças, Pedro I do Brasil, Pedro II do Brasil e outros. O que chamou a atenção da mídia foi os gráficos vindos do motor gráfico, Unreal Engine 5, e a cuidado histórico que o estúdio está tendo, contratando consultoria de diversos historiadores da época.

### Talkcast Tycoon
Jogo simulador de podcast anunciado em 2024, não possui muitas informações divulgadas, podendo ter maior conteúdo no evento Quasares You an Us no segundo semestre do ano.